# Chlorops pubescens
Chlorops pubescens är en tvåvingeart som beskrevs av Friedrich Hermann Loew 1863. Chlorops pubescens ingår i släktet Chlorops och familjen fritflugor.
Artens utbredningsområde är Florida. Inga underarter finns listade i Catalogue of Life.